# José de Escandón
Pour les articles homonymes, voir Escandón (homonymie).
José de Escandón y Helguera, conde de Sierra Gorda (19 mars 1700, Soto de la Marina, Cantabrie, Espagne - 10 septembre 1770, Nouvelle-Espagne) était un espagnol installé en Amérique qui devint le premier gouverneur de la colonie de Nuevo Santander, qui s'étendait entre le Río Pánuco (Mexique actuel) et le fleuve Guadalupe (Texas actuel).  
Fils de Juan de Escandón et de Francisca de la Helguera, il arriva en Nouvelle Espagne en 1715. Il s'engagea dans la cavalerie à Mérida, où il combattit des Anglais à Laguna de Términos. En récompense de son courage, il devint lieutenant et fut envoyé à Querétaro. Il lutta ensuite contre les Apaches. Il intervint ensuite contre les Pames qu'il pacifia en 1727 à Celaya. Il mata deux rébellions dans les mines de Guanajuato et d'Irapuato. En 1734 il écrasa une révolte de 10 000 Indiens à San Miguel el Grande. Il fut promu colonel et servit aux côtés du capitaine général dans la Sierra Gorda. Il fut ensuite choisi pour mener une expédition vers le nord dans les régions actuelles du Tamaulipas et du Texas. Entre noël 1748, date de la fondation de Llera, et 1755, il fonda plus de 20 villages et villes comme Soto la Marina, Camargo, Reynosa, Güemez, Santillana, Santander et Revilla; ainsi que plusieurs missions comme Laredo et Nuestra Señora de los Dolores.